# Allium notabile
Allium notabile är en amaryllisväxtart som beskrevs av Naomi Feinbrun. Allium notabile ingår i släktet lökar, och familjen amaryllisväxter. Inga underarter finns listade i Catalogue of Life.